# Heteronymphon birsteini
Heteronymphon birsteini är en havsspindelart som först beskrevs av Turpaeva, E.P., och fick sitt nu gällande namn av  1954. Heteronymphon birsteini ingår i släktet Heteronymphon och familjen Nymphonidae. Inga underarter finns listade i Catalogue of Life.